# Carl Frøhlke
Carl Frøhlke (* 18. Juli 1919; † 24. August 2002) war ein dänischer Badmintonspieler. 

## Karriere
Carl Frøhlke wurde 1937 erstmals nationaler Meister in Dänemark. Weitere Titelgewinne folgten 1938, 1940, 1941, 1942, 1944 und 1945. 1937 gewann er die Denmark Open. 1938 und 1939 startete er bei den All England, wobei er dort 1939 im Herreneinzel Fünfter wurde.